# Сент-Илер-дю-Розье
Сент-Иле́р-дю-Розье́ (фр. Saint-Hilaire-du-Rosier) — коммуна во Франции, находится в регионе Рона — Альпы. Департамент коммуны — Изер. Входит в состав кантона Сюд-Грезиводан. Округ коммуны — Гренобль.
Код INSEE коммуны — 38394. Население коммуны на 2012 год составляло 1954 человека. Населённый пункт находится на высоте от 151 до 280 метров над уровнем моря. Муниципалитет расположен на расстоянии около 480 км юго-восточнее Парижа, 85 км юго-восточнее Лиона, 39 км западнее Гренобля. Мэр коммуны — Sylvain Belle, мандат действует на протяжении 2008—2014 гг.
Динамика населения (INSEE):